# Сверхзолотое сечение
Сверхзолотое сечение — это иррациональное число, которое является действительным решением уравнения {\displaystyle x^{3}=x^{2}+1}. Это число обозначается греческой буквой {\displaystyle \psi } и равно 1,46557123187676802665… (последовательность A092526 в OEIS). Это число равно
{\displaystyle \psi ={\frac {2+{\sqrt[{3}]{116+12{\sqrt {93}}}}+{\sqrt[{3}]{116-12{\sqrt {93}}}}}{6}}}.

## Последовательность коров Нараяны
Сверхзолотое сечение возникает в следующей задаче, которая является аналогом задачи о кроликах Фибоначчи: «Вначале есть одна молодая пара рогатого скота. Через три месяца после рождения они могут размножаться и с этого момента размножаются каждый месяц, рождая разнополую пару. Сколько пар будет через {\displaystyle n} месяцев?» Решением этой задачи является так называемая последовательность коров Нараяны, названная в честь индийского математика XIV века. Эта последовательность начинается следующим образом:
1, 1, 1, 2, 3, 4, 6, 9, 13, 19, 28, 41, 60, ... (последовательность A000930 в OEIS).
Члены этой последовательности вычисляются по рекуррентной формуле:
{\displaystyle N_{n}=N_{n-1}+N_{n-3}},
где {\displaystyle N_{-1}=0}, {\displaystyle N_{0}=0} и {\displaystyle N_{1}=1}.
Сверхзолотое сечение является пределом отношения соседних членов этой последовательности.